# Linn Banks

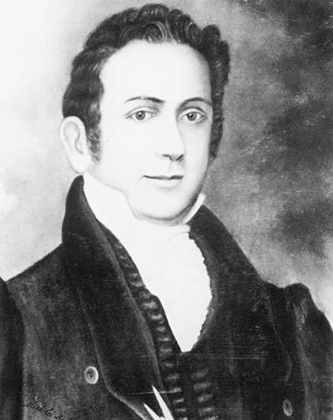
Linn Banks

Linn Banks (* 23. Januar 1784 im Madison County, Virginia; † 13. Januar 1842 bei Wolftown, Virginia) war ein US-amerikanischer Politiker. Zwischen 1838 und 1841 vertrat er den Bundesstaat Virginia im US-Repräsentantenhaus.

## Werdegang
Linn Banks besuchte das College of William & Mary in Williamsburg. Nach einem anschließenden Jurastudium und seiner 1809 erfolgten Zulassung als Rechtsanwalt begann er in seiner Heimat in diesem Beruf zu arbeiten. Gleichzeitig schlug er eine politische Laufbahn ein. Zwischen 1812 und 1838 saß er im Abgeordnetenhaus von Virginia. Ab 1817 war er als Nachfolger von Robert Stanard der Speaker dieser Kammer. Politisch schloss sich Banks der Bewegung um Präsident Andrew Jackson an und wurde Mitglied der von diesem 1828 gegründeten Demokratischen Partei. In der Miliz von Virginia stieg er bis zum Oberst auf.
Bei einer Nachwahl wurde Banks bei der fälligen Nachwahl für den 13. Sitz von Virginia als dessen Nachfolger in das US-Repräsentantenhaus in Washington, D.C. gewählt, wo er am 28. April 1838 sein neues Mandat antrat. Nach zwei Wiederwahlen konnte er bis zum 6. Dezember 1841 im Kongress verbleiben. An diesem Tag musste er sein Mandat an William Smith abtreten, der erfolgreich das Ergebnis der Wahlen des Jahres 1840 angefochten hatte. Nach dem Ende seiner Zeit im US-Repräsentantenhaus praktizierte Linn Banks wieder als Anwalt. Er ertrank am 13. Januar 1842 beim Versuch, den Conway River zu durchqueren. Er war Sklavenhalter. Nach dem Zensus von 1820 besaß 45 Sklaven, 1840 mehr als 40.